# Toumani Camara
Toumani Camara (Brussel, 8 mei 2000) is een Belgisch basketballer. Hij staat onder contract bij de Portland Trail Blazers in de Amerikaanse NBA.

## Carrière

### Jeugd
Camara speelde in de jeugd van ASA Saint-Hubert Boitsfort en United Basket Woluwe. Daarna trok hij naar de Verenigde Staten en speelde er op High School (middelbare school). Camara speelde collegebasketbal voor de Georgia Bulldogs van 2019 tot 2021 en daarna tot 2023 voor de Dayton Flyers.

### NBA
Camara stelde zich in 2022 voor een eerste keer kandidaat voor de NBA draft maar trok zich later terug. In 2023 stelde hij zich voor een tweede keer kandidaat en werd binnen de top 60 verwacht en nam deel aan de NBA Draft Combine. Camara werd als 52e gekozen in de tweede ronde door de Phoenix Suns en werd daardoor de tweede Belg gekozen in de NBA draft na Axel Hervelle in 2005 ook als 52e. Begin juli 2023 tekende hij zijn contract bij de Suns: 1 jaar + drie jaar als optie. Tijdens de zomer van 2023 speelde hij voor de Suns in de NBA Summer League.
Eind september 2023 werd Camara geruild naar de Portland Trail Blazers in een ruil waarbij ook de Milwaukee Bucks betrokken waren. Andere spelers betrokken bij de ruil waren Damian Lillard, Jrue Holiday, Deandre Ayton, Jusuf Nurkic, Nassir Little, Keon Johnson, Grayson Allen en enkele draftpicks. Hij maakte zijn NBA-debuut op de openingsspeeldag tegen de Los Angeles Clippers waar ze met 123-111 verloren. Hij was goed voor zeven punten, twee rebounds, een assist en een blok. Op 27 maart 2024 hield Camara een gebroken rib en een geraakte nier over aan een wedstrijd tegen de Atlanta Hawks, waardoor hij de rest van het seizoen niet meer in actie kon komen. In zijn eerste NBA-seizoen haalde hij een gemiddelde van bijna 25 minuten per match en was hij goed voor gemiddeld 7,5 punten, 4,9 rebounds, 1,2 assists en 0,9 steals.
In het seizoen 2024/25 werd hij geselecteerd als invaller voor de NBA Rising Star Challenge waarbij de beste rookies het opnemen tegen de beste sophomores. Hij werd aan het einde van het seizoen geselecteerd voor de NBA All-Defensive Second Team nadat hij al negende was geworden in de verkiezing voor NBA Defensive Player of the Year.

## Erelijst
- NBA All-Defensive Second Team: 2025

## Statistieken

### Regulier seizoen
| Seizoen  | Team                   | WG  | WS  | MPW  | 2P%  | 3P%   | FW%  | RPW | APW | SPW | BPW | PPW  |
| -------- | ---------------------- | --- | --- | ---- | ---- | ----- | ---- | --- | --- | --- | --- | ---- |
| 2023/24  | Portland Trail Blazers | 70  | 49  | 24,8 | 45,0 | 33,7  | 75,8 | 4,9 | 1,2 | 0,9 | 0,5 | 7,5  |
| 2024/25  | Portland Trail Blazers | 77  | 77  | 32,8 | 45,6 | 37,00 | 72,2 | 5,8 | 2,2 | 1,5 | 0,6 | 11,3 |
| Carrière | Carrière               | 147 | 126 | 29,0 | 45,3 | 35,9  | 73,8 | 5,4 | 1,8 | 1,2 | 0,6 | 9,5  |